# Bender (Futurama)
Bender Bending Rodríguez, anomenat simplement Bender, és un personatge principal de la sèrie d'animació televisiva Futurama. És un robot del tipus Bending Unit 22 en l'univers de la sèrie, específicament la unitat 1.729 amb el número de sèrie 2716057. Va ser ideat pels creadors de la sèrie Matt Groening i David X. Cohen. John DiMaggio dona veu al personatge en la versió original en anglès. Bender és un bromista, representa el paper d'antiheroi a Futurama i és descrit per la seva amiga Leela com un "alcohòlic, puter i especialista en chain smoking".
Segons el rerefons del personatge, Bender va ser fabricat a Mèxic. Dels diàlegs de Bender se'n desprèn que té odi contra els no-robots; entre les seves frases hi ha expressions com desitjo "matar tots els éssers humans". Tanmateix, Bender té una llista titulada "No matar" amb les persones que no estan subjectes a aquesta actitud vers els humans, però en aquesta llista només hi ha el seu amic millor Fry i el seu col·lega Hermes (Hermes és afegit a la llista en l'episodi "Lethal Inspection"). No obstant això, Bender també mostra a vegades que té un racó compassiu i que suggereix que no és tan bel·ligerant com ell afirma.